# Рюмин, Валерий Викторович
Вале́рий Ви́кторович Рю́мин (16 августа 1939, Комсомольск-на-Амуре — 6 июня 2022, Мытищи, Московская область) — советский и российский космонавт, бортинженер космических кораблей «Союз-25», «Союз-32» («Союз-34») «Союз-35» («Союз-37») и орбитальной станции «Салют-6», специалист полёта шаттла «Дискавери» (STS-91), лётчик-космонавт СССР № 41, дважды Герой Советского Союза (1979, 1980), кандидат технических наук (1980), подполковник-инженер (1979).

## Биография
Родился 16 августа 1939 года в городе Комсомольск-на-Амуре в семье служащего. Русский.
После окончания Загорянской средней школы № 1, он поступил в Калининградский механический техникум в Московской области, на специальность холодная обработка металла. После окончания в 1958 году техникума он продолжил своё образование, поступив на факультет электроники и счётно-решающей техники Московского лесотехнического института, диплом которого он получил в 1966 году. Затем он поступил на работу в ОКБ-1 (ЦКБЭМ, НПО «Энергия»). Он участвовал в разработке документации для электрических испытаний пилотируемого корабля «7К-Л1» для облёта Луны. Неоднократно назначался руководителем испытаний и техническим руководителем на технической позиции. В 1972 году стал членом КПСС.
В Отряде советских космонавтов с 1973 года, где прошёл полный курс общекосмической подготовки, подготовки к полётам на космических кораблях типа «Союз» и орбитальных станциях типа «Салют».
Совершил три полёта в космос в качестве бортинженера.
Первый — 9—11 октября 1977 года совместно с командиром корабля Владимиром Ковалёнком на корабле «Союз-25», в программе которого предусматривалась стыковка с ОС «Салют-6» и работу на её борту, но из-за неисправности космического корабля стыковка была отменена, полёт прекращён досрочно.
25 февраля — 19 августа 1979 года В. В. Рюмин совместно с командиром корабля Владимиром Ляховым совершил второй космический полёт на корабле «Союз-32» и орбитальном научно-исследовательском комплексе «Салют-6» — «Союз». На тот период, это был самый длительный 175-дневный орбитальный полёт, в ходе которого, 15 августа 1979 года космонавты Рюмин и Ляхов совершили внеплановый выход в открытый космос, где провели отделение зацепившейся за элементы конструкции станции антенны космического радиотелескопа КРТ-10, пробыв вне корабля 1 час 23 минуты. Возвращение на Землю осуществлено на борту космического корабля «Союз-34».
Указом Президиума Верховного Совета СССР от 19 августа 1979 года за мужество и героизм, проявленные в полёте, лётчику-космонавту Рюмину Валерию Викторовичу присвоено звание Героя Советского Союза с вручением ордена Ленина и медали «Золотая Звезда» (№ 11429).

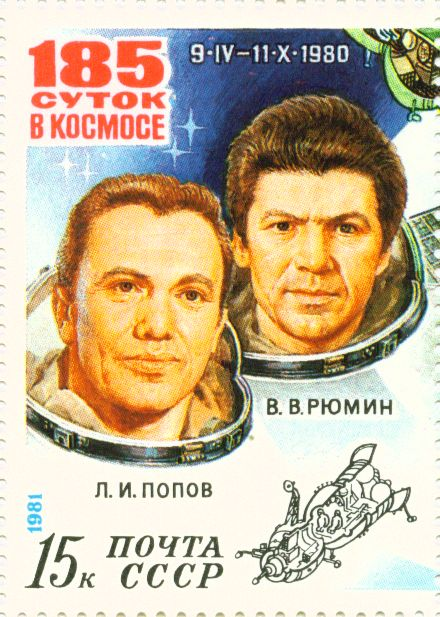
Леонид Попов и Валерий Рюмин на почтовой марке СССР

9 апреля — 11 октября 1980 года Валерий Рюмин осуществил третий полёт на КК «Союз-35» (командир — Леонид Попов) и орбитальном научно-исследовательском комплексе «Салют-6» — «Союз». Это был очередной рекорд длительности полёта — 185 суток, во время которого основной экипаж ОС принял четыре экспедиции посещения, в том числе три — международных; провёл большой объём различных исследований, экспериментов, а также ремонтно-восстановительных работ. По завершении программы полёта космонавты Попов и Рюмин возвратились на Землю на корабле «Союз-37».
Указом Президиума Верховного Совета СССР от 11 октября 1980 года за успешное осуществление этого полёта Рюмин Валерий Викторович награждён второй медалью «Золотая Звезда».
С 1982 по 1989 год В. В. Рюмин был руководителем полётов по изделиям, разрабатываемым НПО «Энергия». Это орбитальные станции «Салют», «Мир», орбитальный корабль «Буран», пилотируемые космические корабли «Союз» и грузовые космические корабли «Прогресс». В 1986 году он был назначен заместителем генерального конструктора НПО «Энергия» и осенью того же года покинул отряд космонавтов.
С 1994 по 1998 год В. Рюмин являлся руководителем программ «Мир — НАСА» и «Мир — Шаттл» со стороны России. В июле 1997 года решением Государственной межведомственной комиссии (ГМВК) по согласованию с NASA, находящийся на пенсии советский космонавт Валерий Рюмин, был отобран для полёта на шаттле по программе STS-91. С 5 сентября 1997 по июнь 1998 года он проходил подготовку в Космическом центре имени Джонсона в США в составе экипажа шаттла Discovery в качестве специалиста полёта.

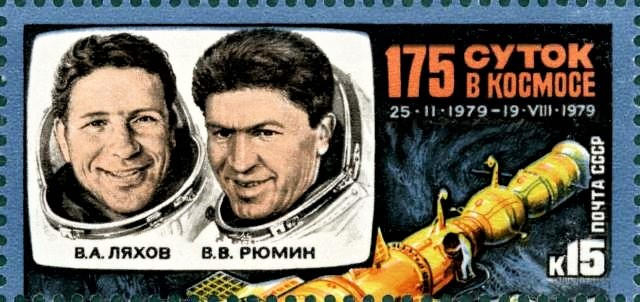
Почтовая марка СССР. 1979. Исследования на орбитальном космическом комплексе «Союз-32» — «Салют-6» — «Союз-34».

Четвёртый полёт в космос, продолжительностью 9 суток 19 часов 55 минут 1 секунда, В. В. Рюмин совершил в период со 2 по 12 июня 1998 года в качестве специалиста полёта шаттла Discovery STS-91. Программа полёта включала 9-ю (и последнюю) стыковку с орбитальным комплексом «Мир».
В день завершения четвёртого полёта подполковник запаса В. В. Рюмин — вновь космонавт-пенсионер. Совершив этот полёт в возрасте 58 лет, он стал также самым пожилым космонавтом в России, побывавшим на орбите (до этого отечественный рекорд на протяжении 3 лет принадлежал Геннадию Стрекалову, а в 2013 году это достижение превзошёл Павел Виноградов).
Почётный член Международной академии астронавтики.
Почётный гражданин Мытищинского района (Московская область; 11.06.1997), городов Калуга (19.03.1980), Гагарин (Смоленская область; 11.04.1981), Комсомольск-на-Амуре (Хабаровский край; 19.01.1981), Мытищи (Московская область; 13.05.1981), Александрия (Кировоградская область, Украина; 1980) и Байконур (Казахстан; 1979).
Бронзовый бюст дважды Героя Советского Союза В. В. Рюмина установлен на его родине.
Скончался 6 июня 2022 года на 83-м году жизни. Похоронен 9 июня на Федеральном военном мемориале «Пантеон защитников Отечества».

## Семья
Отец — Bиктop Hикoлaeвич Рюмин, пpoшeл путь oт тoкapя дo глaвнoгo тexнoлoгa зaвoдa, умep в 1978 гoду.
Мать — Aлeкcaндpa Фeдopoвнa Рюмина (Пoдпopинa), умepлa в 1994 гoду.
Первая жена (1964—1983) — Наталья Николаевна Рюмина, окончила факультет электроники и счетно-решающей техники Московского лесотехнического института. Работала в ЦКБЭМ (НПО «Энергия»), участвовала в разработке документации для электрических испытаний РН Н-1 и пилотируемого корабля «7К-Л1» для облёта Луны.
- Дочь — Виктория Валерьевна Рюмина (род. 1965), окончила Московский гуманитарный институт.
  - Внучка — Наталья (род. 1987)
  - Внук — Ласаро (род. 1988)
- Сын — Вадим Валерьевич Рюмин (род. 1972)

Вторая жена (1985—2022) — Елена Владимировна Кондакова, лётчик-космонавт РФ, Герой РФ.
- Дочь — Евгения (род. 20 января 1986), окончила Финансовый университет при Правительстве РФ.

## Награды и премии
- Дважды Герой Советского Союза (19 августа 1979, 11 октября 1980);
- Орден «За заслуги перед Отечеством» IV степени (1 июля 1999) — за заслуги перед государством, высокие достижения в производственной деятельности и большой вклад в укрепление дружбы и сотрудничества между народами[3];
- Три ордена Ленина (15 ноября 1977, 19 августа 1979, 11 октября 1980);
- Медаль «За заслуги в освоении космоса» (12 апреля 2011 года) — за большие заслуги в области исследования, освоения и использования космического пространства, многолетнюю добросовестную работу, активную общественную деятельность[4];
- Золотая медаль имени К. Э. Циолковского АН СССР (1981) — за успешное осуществление программы научных исследований на орбитальной станции «Салют-6» в период длительных 175- и 185-суточных полётов[5]
- Медаль Алексея Леонова (Кемеровская область, 2015) — за совершённый в 1979 году выход в открытый космос[6];
- Золотая космическая медаль FAI (11.1980)
- Две медали де Лаво FAI (11.1980, 09.1982)
- Герой Венгерской Народной Республики;
- Герой Труда Социалистической Республики Вьетнам;
- Орден Хо Ши Мина (СРВ);
- Герой Кубы;
- Орден «Плайя Хирон» (Куба);
- Орден Достык 2 степени (Казахстан, 10 декабря 2001) — за значительный вклад в укрепление мира, дружбы и сотрудничества между государствами и народами, а также в связи с 10-летием независимости республики[7];
- Заслуженный мастер спорта СССР (1980);
- Инструктор-космонавт-испытатель 1 класса (1979).

Премии
- Лауреат Государственной премии СССР в области науки и техники (1982) — за участие в разработке и внедрении методики и аппаратуры многозонального фотографирования из космоса,
- Лауреат Государственной премии Российской Федерации в области науки и техники (1999) — за комплекс работ, выполненных на орбитальном комплексе «Мир» по российско-американским программам «Мир — Шаттл» и «Мир — НАСА»,
- Лауреат Государственной премии Украинской ССР в области науки и техники (1984) — за выполнение работ с аппаратурой, созданной в Институте электросварки имени Е. О. Патона АН УССР[8].